# Schiebel Elektronische Geräte

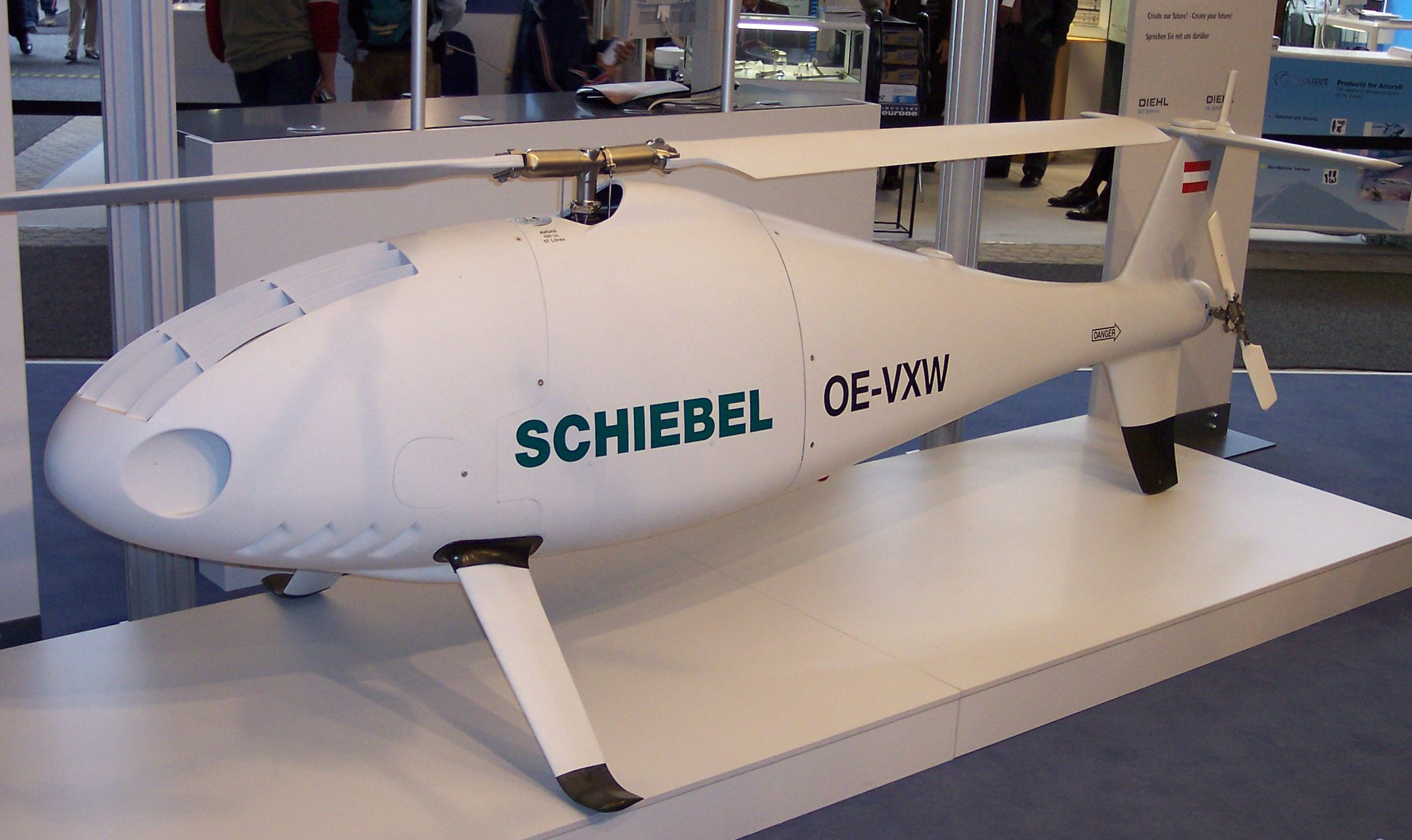
Camcopter S-100

Die Schiebel Elektronische Geräte GmbH ist ein österreichischer Hersteller von Minensuchgeräten und unbemannten Luftfahrzeugen mit Sitz in Wien-Margareten.

## Geschichte
Das Unternehmen wurde 1951 als Hersteller von Kleinst-Elektroteilen, wie zum Beispiel Mikroschaltern für Waschmaschinen, gegründet.
Ab Mitte der 1980er-Jahre spezialisierte sich Schiebel auf die Entwicklung und Produktion von technologisch hoch entwickelten Minensuchgeräten und stieg nicht zuletzt aufgrund eines Großauftrages der amerikanischen Armee über 18.000 Minensuchgeräte dauerhaft zum Weltmarktführer auf. Seit Mitte der 1990er-Jahre werden auch Drohnen entwickelt und produziert.
Der „Camcopter S-100“ ist ein unbemannt fliegender Mini-Helikopter, der mit verschiedenen Kameras und mit verschiedenen Waffensystemen ausgestattet werden kann. Es kann zur Überwachung von Grenzen, Pipelines oder anderen Bodenobjekten eingesetzt werden und erhielt im Jahr 2005 den Adolf Loos Staatspreis Design und den „Mercur“ für die „Innovation des Jahres“.
2003 machte das Unternehmen einen Umsatz von rund 10 Millionen Euro mit etwa 100 Mitarbeitern. 2004 wurde mit dem Bau einer neuen Betriebsstätte in Wiener Neustadt begonnen, welcher von der öffentlichen Hand mit 1,3 Millionen Euro gefördert wurde, mit dem Ziel die serienmäßige Herstellung des Camcopters voranzutreiben. Der neue Standort wurde im September 2006 offiziell in Betrieb genommen. Die Mitarbeiterzahl erhöhte sich auf 150 Mitte 2006, auf über 200 im Jahr 2008 und wurde im Zuge der darauf folgenden Wirtschaftskrise wieder reduziert.
Ein erster großer Auftrag (deutlich vor Mai 2009) kam aus den Emiraten, die das Projekt „Sabr“ (dt. Säbel) nennen.
2008 testeten die Küstenwachen bzw. Marinen von Indien, Pakistan und Spanien den Flugeinsatz der Drohne von Schiffen aus. Der Camcopter S-100 führte Starts und Landungen auf einem kleinen Deck aus.
Die Behörden erkennen Vorteile in der Drohne zur Ortung von Schiffbrüchigen und im Bereich der Abschreckung und Überwachung im Kampf gegen Piraterie sowie im Gewässer- und Grenzschutz.
Im Herbst 2008 testete die deutsche Marine die Flugeigenschaften der Drohne. Der Camcopter absolvierte rund 130 Flüge über der Ostsee. Starts und Landungen gab es auch unter harten Wetterbedingungen. Das deutsche Verteidigungsministerium zeigte Interesse, den Camcopter für Aufklärungsmissionen auf See einzusetzen.
Nachdem der ukrainische Präsident Poroschenko am 12. September 2014 der OSZE den Einsatz von Drohnen erlaubte, um die Waffenruhe im 
Ukraine-Krieg zu überwachen, sollen bald unbewaffnete Drohnen (auch) von Schiebel in der Ost-Ukraine eingesetzt werden, um größere Gebiete in Echtzeit zu überwachen.

## Fertigung des Camcopters
Der Camcopter kann – laut Aussage des Herstellers vom Juli 2016 – nur mit einer „dedizierten“ Bodenstation betrieben werden, mit der er   verschlüsselt kommuniziert. Der Code wird laufend gewechselt. Der Hersteller hält seine Geräte für nicht hackbar. In Wien erfolgt die Entwicklung, das Werk in Wiener Neustadt fertigt die Teile aus kohlenstofffaserverstärktem Kunststoff und die Schale und baut Teile von rund 300 Zulieferfirmen ein, die ihren Sitz überwiegend in Österreich haben. Sind alle Teile vorrätig, dauert die Herstellung eines Exemplars 2 Wochen. Die Drohnen werden laut Eigenaussage nicht mit Waffen ausgerüstet und ausschließlich exportiert. (Stand Dezember 2015) Eine Ausstattung mit Waffensystemen wie THALES Boden-Luft-Raketen ist möglich. Insofern könnte ein erfolgter Export nach Myanmar gegen das Waffen-Export-Embargo verstoßen haben. (August 2019)

## Niederlassungen
Wien und 3 Niederlassungen betreuen 4 Weltregionen:
- Wien (Hauptsitz): Europa, Afrika, Asien (außer Südostasien)
- Abu Dhabi, Vereinigte Arabische Emirate („Schiebel Middle East“): Naher Osten
- Washington D.C., USA („Schiebel Technology Inc.“): Nord- und Südamerika
- Shoalhaven, Australien („Schiebel Pacific Pty Ltd.“): Pazifikraum